# Myrmeleon (Myrmeleon) medialis
Myrmeleon (Myrmeleon) medialis is een insect uit de familie van de mierenleeuwen (Myrmeleontidae), die tot de orde netvleugeligen (Neuroptera) behoort. 
Myrmeleon (Myrmeleon) medialis is voor het eerst wetenschappelijk beschreven door Banks in 1911.